# HC Kometa Brno v Československé hokejové lize 1991/1992
Klub HC Kometa Brno v československé hokejové lize 1991/1992 odehrála 38 zápasů, z nichž 7 vyhrála a 25 prohrála. Brno tím skončilo na posledním místě a po pěti zápasech s Popradem sestoupilo.

## Základní část
|                           | Počet utkání | Výhry | Výhry po prodloužení | Remízy | Prohry po prodloužení | Prohry | Skóre   | Body |
| ------------------------- | ------------ | ----- | -------------------- | ------ | --------------------- | ------ | ------- | ---- |
| Celková bilance 1991/1992 | 38           | 7     | 1                    | 4      | 1                     | 25     | 113:169 | 20   |

## HC Olomouc
- HC Olomouc - HC Zetor Brno 4 : 4 PP (1 : 2, 3 : 2, 0 : 0 - 0 : 0)
- HC Zetor Brno - HC Olomouc 6 : 9 (2 : 3, 2 : 1, 2 : 5)

## Poldi SONP Kladno
- HC Zetor Brno - Poldi SONP Kladno 2 : 3 (0 : 2, 1 : 0, 0 : 1)
- Poldi SONP Kladno - HC Zetor Brno 5 : 3 (0 : 0, 1 : 1, 4 : 2)
- HC Zetor Brno - Poldi SONP Kladno 8 : 5 (1 : 1, 4 : 1, 3 : 3)
- Poldi SONP Kladno - HC Zetor Brno 9 : 2 (5 : 0, 0 : 1, 4 : 1)

## HC Sparta Praha
- HC Sparta Praha - HC Zetor Brno 5 : 0 - KONTUMACE
- HC Zetor Brno - HC Sparta Praha 0 : 2 (0 : 1, 0 : 0, 0 : 1)
- HC Sparta Praha - HC Zetor Brno 5 : 1 (3 : 1, 1 : 0, 1 : 0)
- HC Zetor Brno - HC Sparta Praha 2 : 2 PP (0 : 1, 2 : 0, 0 : 1 - 0 : 0)

## HC  Pardubice
- HC Zetor Brno - HC  Pardubice 4 : 6 (2 : 2, 2 : 2, 0 : 2)
- HC  Pardubice - HC Zetor Brno 2 : 1 (1 : 1, 0 : 0, 1 : 0)
- HC Zetor Brno - HC Pardubice 4 : 3 PP (1 : 0, 1 : 1, 1 : 2) branka v prodloužení 61:46 Roman Meluzín
- HC  Pardubice - HC Zetor Brno 2 : 1 (0 : 1, 2 : 1, 0 : 0)

## ŠK Slovan Bratislava
- HC Zetor Brno - ŠK Slovan Bratislava 2 : 0 (0 : 0, 2 : 0, 0 : 0)
- ŠK Slovan Bratislava - HC Zetor Brno 2 : 5 (1 : 2, 0 : 0, 1 : 3)

## HC Košice
- HC Košice - HC Zetor Brno 7 : 5 (2 : 1, 2 : 1, 3 : 3)
- HC Zetor Brno - HC Košice 1 : 6 (0 : 2, 0 : 2, 1 : 2)

## AC ZPS Zlín
- HC Zetor Brno - AC ZPS Zlín 4 : 7 (2 : 2, 2 : 1, 0 : 4)
- AC ZPS Zlín - HC Zetor Brno 7 : 3 (1 : 1, 4 : 0, 2 : 2)

## ASD Dukla Jihlava
- ASD Dukla Jihlava - HC Zetor Brno 6 : 3 (1 : 1, 1 : 0, 4 : 2)
- HC Zetor Brno - ASD Dukla Jihlava 0 : 3 (0 : 0, 0 : 1, 0 : 3)
- ASD Dukla Jihlava - HC Zetor Brno 3 : 0 (0 : 0, 1 : 0, 2 : 0)
- HC Zetor Brno - ASD Dukla Jihlava 1 : 4 (0 : 1, 0 : 2, 1 : 1)

## ASVŠ Dukla Trenčín
- HC Zetor Brno - ASVŠ Dukla Trenčín 5 : 2 (2 : 0, 3 : 0, 0 : 0)
- ASVŠ Dukla Trenčín - HC Zetor Brno 7 : 3 (1 : 0, 3 : 1, 3 : 2)

## HC Škoda Plzeň
- HC Škoda Plzeň - HC Zetor Brno 7 : 4 (1 : 0, 4 : 4, 2 : 0)
- HC Zetor Brno - HC Škoda Plzeň 3 : 4 PP (1 : 1, 2 : 2, 0 : 0 - 0 : 1)
- HC Škoda Plzeň - HC Zetor Brno 4 : 2 (0 : 1, 3 : 1, 1 : 0)
- HC Zetor Brno - HC Škoda Plzeň 3 : 5 (2 : 2, 1 : 2, 0 : 1)

## TJ Vítkovice
- TJ Vítkovice - HC Zetor Brno 9 : 3 (1 : 0, 3 : 0, 5 : 3)
- HC Zetor Brno - TJ Vítkovice 4 : 2 (1 : 1, 1 : 1, 2 : 0)

## HC Chemopetrol Litvínov
- HC Zetor Brno - HC Chemopetrol Litvínov 4 : 4 PP (3 : 0, 1 : 2, 0 : 0 - 0 : 0)
- HC Chemopetrol Litvínov - HC Zetor Brno 4 : 2 (1 : 1, 2 : 0, 1 : 1)
- HC Zetor Brno - HC Chemopetrol Litvínov 4 : 4 PP (2 : 1, 0 : 1, 2 : 2 - 0 : 0)
- HC Chemopetrol Litvínov - HC Zetor Brno 5 : 3 (2 : 0, 3 : 3, 0 : 0)

## TJ ŠKP PS Poprad
- TJ ŠKP PS Poprad – HC Zetor Brno 3 : 4 (0 : 0, 1 : 2, 2 : 2)
- HC Zetor Brno - TJ ŠKP PS Poprad 7 : 2 (1 : 1, 3 : 0, 3 : 1)

- TJ ŠKP PS Poprad – HC Zetor Brno 6 : 3 (2 : 0, 3 : 1, 1 : 2)
- HC Zetor Brno - TJ ŠKP PS Poprad 5 : 2 (2 : 1, 2 : 0, 2 : 1)
- TJ ŠKP PS Poprad – HC Zetor Brno 6 : 4 (0 : 2, 3 : 2, 3 : 0)
- HC Zetor Brno - TJ ŠKP PS Poprad 4 : 3 PP (1 : 1, 0 : 0, 2 : 2 - 1 : 0) branka v prodloužení 64:17 Martin Sychra
- TJ ŠKP PS Poprad – HC Zetor Brno 4 : 3 SN (1 : 0, 2 : 2, 0 : 1 - 0 : 0 - 3 : 1)

## Hráli za Zetor
- Brankáři Eduard Hartmann • Jiří Kašpar
- Obránci Petr Molnár • Marek Tichý • Milan Murin • Martin Světlík • Aleš Křetinský • Jiří Zetka • Martin Máša • Jindřich Vacek • Libor Zábranský • Pavel Zubíček • Zdeněk Formánek
- Útočníci David Pazourek • Miroslav Barus • Jiří Šindelář • Josef Drábek • Pavel Nohel • Jiří Vítek • Josef Duchoslav • Martin Dufek • Luděk Stehlík • Pavel Janků • Jiří Bureš • Petr Bělohlávek • Miloš Šlapanský • Roman Meluzín • František Ševčík • Radek Haman • Martin Sychra • Martin Mihola • Igor Čikl • Michal Konečný